# Lilla Björntjärnen, Hälsingland
Lilla Björntjärnen är en sjö i Ljusdals kommun i Hälsingland och ingår i Delångersåns huvudavrinningsområde.